# كليبورن بول إليس
كليبورن بول إليس (8 يناير 1927 - 3 نوفمبر 2005) كان ناشطا أمريكيا في مجال الفصل العنصري وتحول إلى ناشط في مجال الحقوق المدنية ومنظم نقابي. كان إليس في وقت من الأوقات "العملاق تعالى" الزعيم المحلي لمجموعة كو كلوكس كلان في دورهام، كارولاينا الشمالية المدينة التي ولد فيها.

## النشأة
ولد إليس في 8 يناير 1927 ونشأ في دورهام بولاية كارولينا الشمالية وهو ابن عامل مطحنة. لقد تأثر بشدة بوالده الذي كان عضوا في كو كلوكس كلان. ووصف في مذكراته المسجلة طفولته الفقيرة والملابس البالية التي كان يرتديها في المدرسة. غالبا ما كان يشعر بالحرج من مظهره هو ووالده في الأماكن العامة. على الرغم من أن والده كان يشرب الخمر وصف إليس العلاقة الوثيقة بين الاثنين من خلال الذهاب إلى ألعاب الكرة وصيد الأسماك.

## مسيرته في كو كلوكس كلان
مع تقدمه في السن أصيب إليس بخيبة أمل من فكرة الحلم الأمريكي. عمل لعدة سنوات في محطة وقود قبل أن يتزوج وينجب أربعة أطفال. إن الضغوط المالية الناجمة عن رعاية زوجته وأطفاله (أحدهم كان أعمى وغير قادر على النطق) قادته إلى ما وصفه بالحاجة إلى إلقاء اللوم على شخص ما. بالنسبة له كان من الطبيعي أن يكره السود لأن والده شارك في كو كلوكس كلان. تمت دعوته من قبل رجال التقى بهم أثناء عمله في محطة الوقود للانضمام إلى مجموعة كو كلوكس كلان المحلية. وسرعان ما أصبح عضوا نشطا للغاية وتسلق مراتب القيادة حتى إعلانه الأخير بصفته "العملاق تعالى". أرجع إليس ابتهاج هذه الفترة إلى مشاعر تقدير الذات وأهمية كونك عضوا محترما في هذه المجموعة.
أنشأ إليس مجموعة شبابية للأطفال لتلقينهم تعاليم كو كلوكس كلان. كما شعر أنه لن يكون من غير المناسب أن تصبح جماعة كو كلوكس كلان أكثر نشاطا سياسيا كما كان السود يتظاهرون علنا. بدأ يتلقى مكالمات من أعضاء مجلس المدينة للحضور في المناسبات السياسية من أجل مكافحة الوجود الأسود. وصف إليس لحظة الوضوح عندما عبر عضو مجلس المدينة الذي تحدث معه عبر الهاتف في الليلة السابقة الشارع حتى لا يمر به على الرصيف. في هذه المرحلة شعر أن المجلس لا يحترم وجهة نظر كو كلوكس كلان ولا السود وأن مصلحتهم كانت فقط لأنفسهم.
في عام 1971 واجهت مدارس مدينة دورهام اضطرابات كبيرة بسبب إلغاء الفصل العنصري بأمر من المحكمة. تلقى الاتحاد الأمريكي للعمل ومؤتمر المنظمات الصناعية بالولاية 78000 دولار من المنح المالية من وزارة الصحة والخدمات الإنسانية لمعالجة السياسات العنصرية للنظام المدرسي. قام أحد منظمي المجتمع بيل ريديك بدافع من المخاوف من العنف بين الطلاب بتنظيم سلسلة من الاجتماعات المجتمعية تسمى شاريت حيث اجتمع المجتمع بأكمله معا لمحاولة حل هذه المشكلة. وكانت الخطوة الأولى هي إنشاء لجنة توجيهية تمثل المجتمع. دعا ريديك آن أتواتر ناشطة الحقوق المدنية الأمريكية من أصل أفريقي وإيليس المناصر للفصل العنصري للمشاركة في رئاسة الاجتماعات.

## التغيير الأيديولوجي
بعد 10 أيام من المحادثات أصبح إليس وأتواتر صديقين واعتقد إليس أن البيض وخاصة البيض الفقراء يمكن أن يزدهروا من حركة الحقوق المدنية أكثر من الفصل العنصري. تعرف أتواتر وإيليس على بعضهما البعض كأفراد وليس كقوالب نمطية. لقد جاءوا ليروا كيف تعرضوا كفقراء للاضطهاد وأن أطفالهم يواجهون العديد من نفس القضايا. خلال هذا الوقت بكوا معا.
خلال شاريت عزفت موسيقى الإنجيل. ويمكن رؤية إليس وهو يصفق بيديه ويدوس بقدميه على أنغام الموسيقى. أخبرت أتواتر كيف كان عليها أن تعلم إليس كيفية التصفيق لأن "البيض يصفقون بإيقاع غريب". في الليلة الأخيرة من الشاريت شارك 1000 شخص بما في ذلك بعض أعضاء كو كلوكس كلان التابعين لإيليس. أمام الميكروفون رفع إليس بطاقة عضوية كو كلوكس كلان الخاصة به وقال: "إذا كانت المدارس ستكون أفضل من خلال تمزيق هذه البطاقة فسأفعل ذلك". وهكذا تخلى إليس عن جماعة كو كلوكس كلان في تلك الليلة ولم يعد إليها أبدا. هدد بقية أعضاء كو كلوكس كلان حياته ورفضوا التحدث معه مرة أخرى على مدار الثلاثين عاما التالية. شكل إليس وأتواتر صداقة دائمة.
ذهب إليس الذي حصل على مستوى تعليمي في الصف الثامن فقط للمشاركة في برنامج يسمى PEP (تقدم التوظيف السابق) وحصل على شهادته. كما أصبح منخرطا بشكل كبير في التنظيم النقابي وتم التصويت له كمدير أعمال النقابة بمجموع 134 صوتا مقابل 41 صوتا للمنافسة.
تم نقل تحوله إلى الدعوة إلى إلغاء الفصل العنصري في كتاب أوشا جراي ديفيدسون "أفضل الأعداء" (1996) وفي الفيلم الوثائقي "صداقة غير محتملة" في مقابلة مع ستادز تيركل المسجلة في كتاب تيركل الأحلام الأمريكية (1980) وفي عام 2011 مثل دور إليس في "أفضل الأعداء" مارك سانت جيرمان وفي فيلم 2019 "أفضل الأعداء" قام بدوره سام روكويل.

## الوفاة
توفي إليس بمرض آلزهايمر في عام 2005 وألقت آن أتواتر تأبينا في جنازته.

## التكريم بعد وفاته
في 2 نوفمبر 2019 تم تكريم إليس وآن أتواتر بعد وفاتهما كمكرمين رئيسيين من قبل لجنة الشرف المئوية الثانية في حفل اختتام دورهام 150 في دورهام، كارولاينا الشمالية لمساهماتهما في إلغاء الفصل العنصري في مدارس دورهام العامة في عام 1971.